# 三和村 (屏東縣)
三和村為臺灣行政區劃之一，隸屬於屏東縣瑪家鄉，位於長治鄉、鹽埔鄉、內埔鄉之間。其位置原本是隘寮溪的荒蕪河灘地。當地居民多以排灣族與魯凱族為主。

## 歷史
三和村的開發是源自1953年（民國42年）前後，當時國民政府為改善當地原住民的生活，僱用兵工開墾隘寮溪一塊荒蕪河灘地，土地面積約400公頃。經過土質改良後，才交付予屏東縣政府接管。為了能吸引人口進駐，將霧台、三地門、瑪家等三鄉的原住民族人以鼓勵政策的方式將人口移入。
1967年（民國56年），屏東縣政府將該地劃設為「三和村」，並交由瑪家鄉公所接管。因此，使三和村形成了瑪家鄉的飛地。
因不同的原鄉，目前分稱三大社區，分別是玉泉、三和及美園社區。

## 外部連結
- 三和村部落 臺灣原住民族資源資訊網（页面存档备份，存于）